# 欲 (心所)
欲，又譯為樂欲、志欲，佛教術語，為心所之一，指想要行動的意圖、志趣、欲求去做。它是一種想要抓住，或達成某個目標的心理衝動，它本身是中性的，要看它的目標來決定它是善或是惡。
《攝阿毘達摩義論》的五十二心所中，將它列入六個雜心所中。說一切有部將它列為十個大地法之一，唯識學派列為五別境之一。

## 概論
有情眾生，對於所觸外境產生快樂的感受，產生了愛取，於是升起欲。欲會產生精進。
另一個單字欲樂（Kāma），也被譯為漢語欲，它可以指性慾、對物質的喜愛。對於欲樂的追求，稱為貪欲，是五蓋之一。